# Meunasah Bungong
Meunasah Bungong is een bestuurslaag in het regentschap Pidie van de provincie Atjeh, Indonesië. Meunasah Bungong telt 315 inwoners (volkstelling 2010).